# Comitê Nacional para a Recuperação da Democracia e a Restauração do Estado
O Comitê Nacional para a Recuperação da Democracia e a Restauração do Estado (em francês:  Comité national pour le redressement de la démocratie et la restauration de l’État, CNRDRE) é a junta de governo no Mali após o golpe de Estado de 22 de março de 2012.
Em sua chefia estava o capitão Amadou Sanogo e seu porta-voz era o tenente Amadou Konaré.
O CNRDRE foi de 22 de março de 2012 a 12 de abril de 2012 a autoridade suprema do Mali.
Foi composto essencialmente de suboficiais e sua sede situava-se no campo militar de Kati (a 15 quilômetros de Bamako), onde o capitão Sanogo recebia chefes de Estado e jornalistas, bem como fazia anúncios oficiais.
Durante estes vinte dias, as tropas do Movimento Nacional de Libertação do Azauade (MNLA) e do Ansar Dine aproveitam a confusão reinante em Bamako para avançar e tomar pontos estratégicos. Pouco depois do golpe, o Mali ficaria fragmentado na sequência das vitórias dos rebeldes tuaregues apoiados por grupos jihadistas no norte. A proclamação da Azauade como um Estado e o bloqueio imposto pela CEDEAO forçam a junta a devolver o poder aos civis.